# Tapalhuaca
Tapalhuaca est une municipalité du département de La Paz au Salvador.